# 976
Cette page concerne l'année 976  du calendrier julien. Pour l'année 976 av. J.-C., voir 976 av. J.-C.
L'année 976 est une année bissextile qui commence un samedi.

## Événements
- 5 janvier : reddition de Jinling, capitale du royaume des Tang du Sud qui est annexé par les Song[1].
- Mai : les armées fatimides prennent la Palestine aux Byzantins[2].
- 22 juillet : le général fatimide Jawhar met le siège devant Damas[3].
- Septembre : début d'une campagne des Song contre les Han du Nord[4].
- 14 novembre : mort de Zhao Guangyin, peut-être empoisonné par son jeune frère Kuangyi[4]. Début du règne de Taizong, frère de Zhao Guangyin, empereur Song de Chine (fin en 997).

- 29 décembre : Jawhar lève le siège de Damas et se replie sur Ascalon où il est assiégé à son tour par le gouverneur de Damas Alptakin : Jawhar doit payer une forte rançon et se replie en Égypte[3].

### Europe

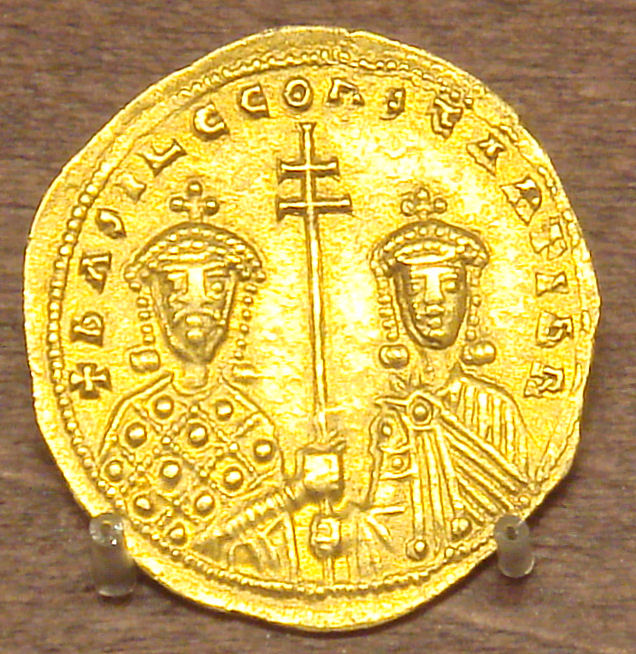
Basile II et Constantin VIII

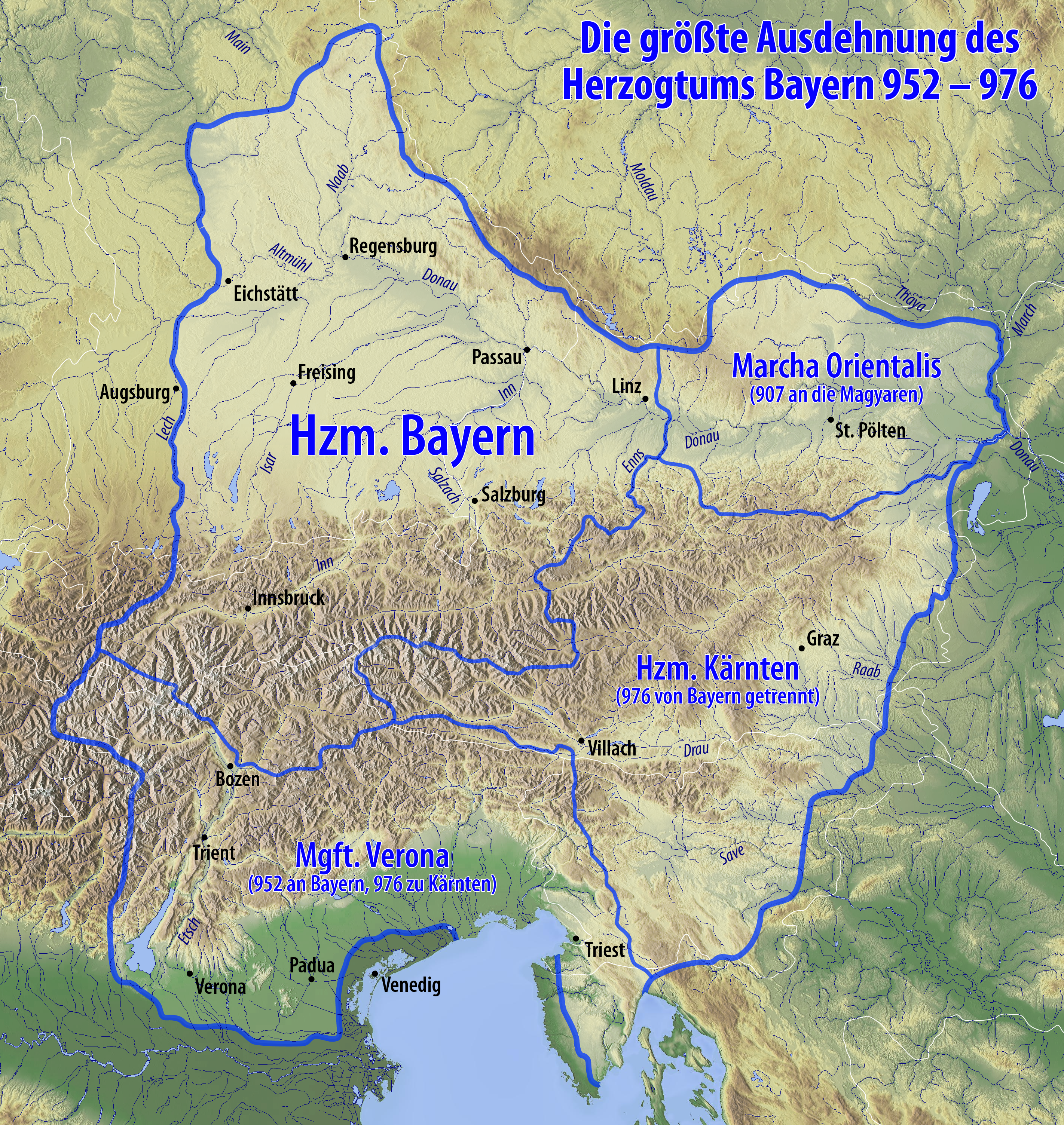
Division du duché de Bavière par l'empereur Otton II

- 10 janvier : à la mort de Jean Ier Tzimiskès, Basile II et son frère Constantin VIII Porphyrogénète accèdent au pouvoir, sous la tutelle du parakoimomène Basile Lécapène, leur grand-oncle (fin en 985)[5].
  - Guerre civile (fin en 989) : La sédition du général Bardas Sklèros qui menace Constantinople est éradiquée par Bardas Phokas qui vainc Sklêros en combat singulier en 979[5].
  - Soulèvements en Bulgarie des fils du comte Nicolas, les Comitopouloï  (fils du comte), probablement d'origine arménienne, David, Aaron, Moïse et Samuel contre la domination byzantine à la mort de Jean Ier Tzimiskès[6].

- 19 avril : victoire indécise des comtes Lambert Ier de Louvain et Régnier IV de Mons devant Mons sur les comtes lorrains fidèles à Otton II. Régnier et Lambert sont contraints de lever le siège, mais se maintiennent dans une partie du Hainaut[7].

- 14 juin : Aaron Comitopouloï, qui voulait traiter avec les Byzantins, est tué à Doupnitsa[8]. Samuel s'impose et se fait proclamer tsar de Bulgarie en 980.

- Juillet : un soulèvement bavarois contre Otton II échoue. Henri le Querelleur, déposé et exilé, se réfugie en Bohême[9].
  - Otton de Souabe reçoit le duché de Bavière (fin en 982)[10].
  - La marche de Carinthie, détachée de la Bavière, est érigée en duché indépendant. Disputée entre deux familles pendant le Xe siècle, les Ludolphides, apparentés à la dynastie des Ottoniens, et les Eppenstein (de), elle échoit finalement à Henri Ier Liudolfing[11].
  - La marche de Vérone est placé sous l'autorité du duc de Carinthie[12].
  - Léopold de Babenberg devient marquis (markgraf) de la marche autrichienne (attesté le 21 juillet)[13]. La maison de Babenberg, originaire de Franconie (Bamberg) gouverne la marche autrichienne jusqu'en 1246. Les Babenberg sont apparentés au dernier empereur carolingien Arnulf (896). Le margrave passe son temps à lutter contre les Hongrois et les Tchèques ; il construit de nombreux châteaux forts et fait appel à des familles bavaroises pour la colonisation. L’Église contribue à ce mouvement et les évêques de Passau, Salzbourg et Freising constituent de grands domaines ecclésiastiques sur l’Enns, à Melk et Saint-Pölten.

- 12 août : Pietro Orseolo devient doge de Venise après la déposition de Pietro IV Candiano (fin en 978). Il meurt en 987 ou 997 à l'abbaye Saint-Michel de Cuxa en Roussillon[14].

- 3 octobre : début du règne de Hicham II calife de Cordoue (fin en 1008)[15]. En raison de son jeune âge, il règne sous la tutelle du vizir du palais Ibn Abî’Amir (Almanzor). Celui-ci parvient à vaincre les Arabes qui s’étaient rebellés après son coup de force en s’appuyant sur de nouveaux arrivants berbères.

- En Irlande, après l'assassinat de son frère Mahon, le seigneur gaël Brian Borce bat Ivar, le roi scandinave de Limerick[16].